# Amaury-Duval

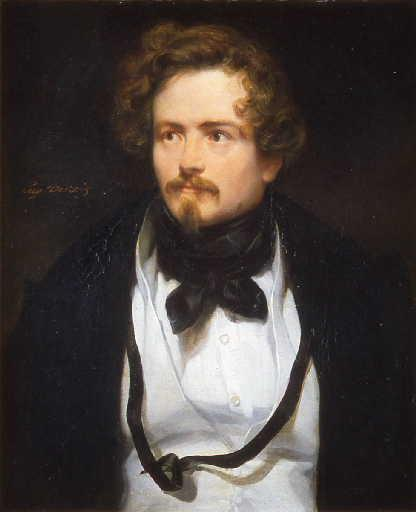
Retrato de Amaury-Duval, pintura de Eugène Devéria, Museo Rolin, Autun.

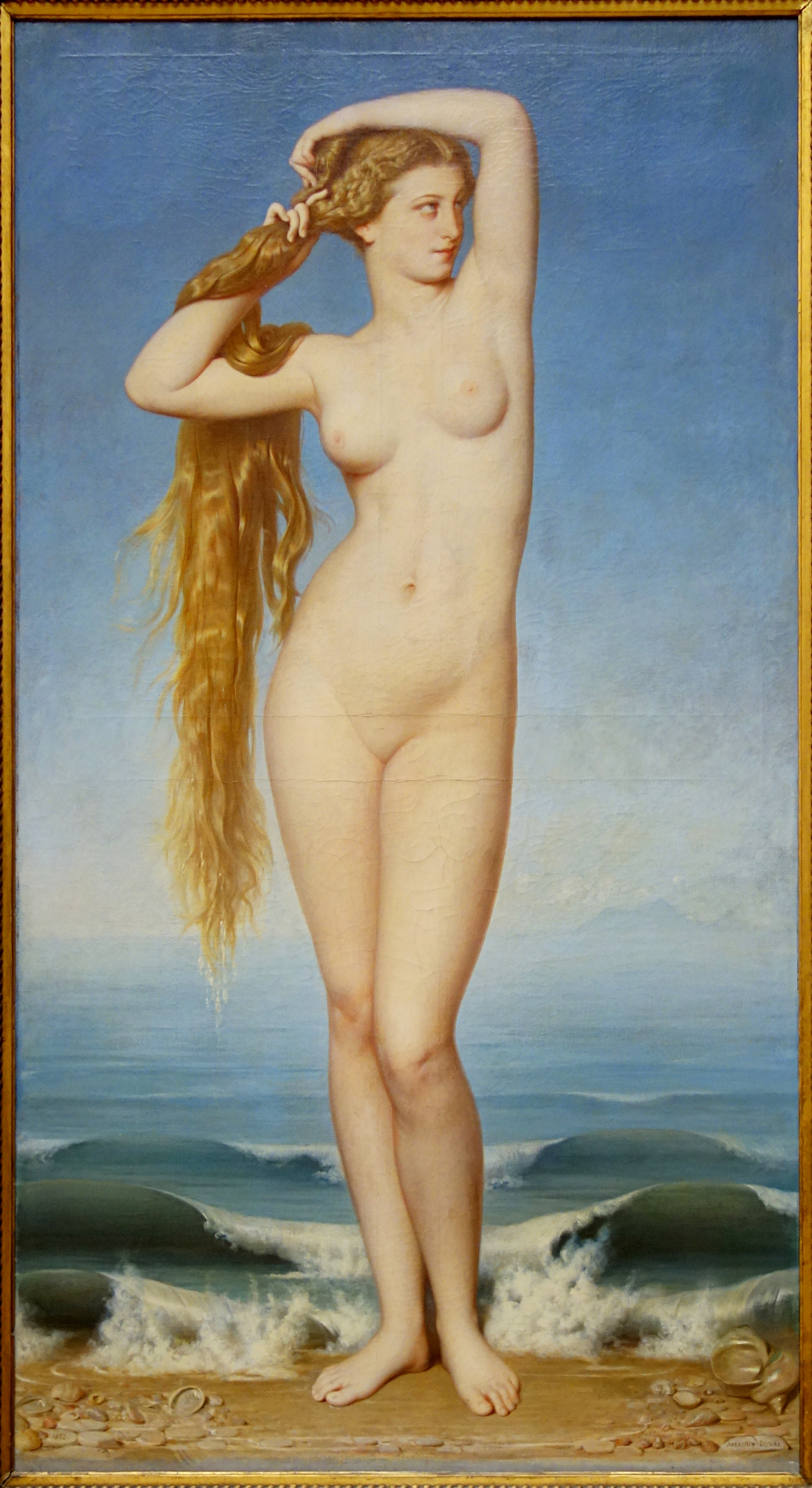
El Nacimiento de Venus (1862), pintura de Amaury-Duval, Palacio de Bellas Artes de Lille.

Eugène-Emmanuel-Amaury Pineu-Duval, más conocido como Amaury-Duval (Montrouge, Isla de Francia, 16 de abril de 1808-París, 25 de diciembre de 1885), fue un pintor francés.

## Carrera artística
Fue uno de los primeros alumnos de Jean Auguste Dominique Ingres. En 1829, viajó a Grecia, como dibujante de arqueología, con el grupo de artistas y expertos designados por Carlos X para la expedición al Peloponeso. 
Realizó su primera exposición en 1833, en el Salón de París. Una de las obras fue su Autorretrato, conservado en el Museo de Bellas Artes de Rennes.
Desde 1834 hasta 1836, viajó por Italia para contemplar las obras del Renacimiento.
De vuelta a Francia, y durante los reinados de Luis Felipe I y de Napoleon III, trabajó en encargos del Estado para pintar frescos en la capilla de Santa Filomena de la iglesia de Saint-Merri y en la Capilla de la Virgen de la iglesia de Saint-Germain-l'Auxerrois, ambas en París, y en la iglesia de Saint-Germain en Saint-Germain-en-Laye.

## Obras en colecciones públicas
- Autorretrato (c. 1833), Museo de Bellas Artes de Rennes.
- Santa Filomena (1840–44), iglesia de Saint-Merri, París
- La Coronación de la Virgen (1844–46), iglesia de Saint-Germain-l'Auxerrois, París
- Conjunto de frescos de la Iglesia de Saint-Germain en Saint-Germain-en-Laye (1849–57)
- El Nacimiento de Venus (1862), óleo sobre lienzo, Palacio de Bellas Artes de Lille
- Madame de Loynes (Jeanne Détourbay) (1862), óleo sobre lienzo, Museo de Orsay, París

## Obra literaria
- Souvenirs (1829–1830) (1885), (Reproducción facsímil)